# Ross Robinson
Ross Robinson   (Barstow, 13 de febrer de 1967) és un productor musical americà que va descobrir bandes com Korn, Glassjaw, The Blood Brothers, Slipknot, i Limp Bizkit. Robinson també ha treballat amb Tech N9ne, The Cure, Sepultura, i molts altres.

## Biografia
Fill de Bob Robinson i de la predicadora Byron Katie, Robinson va començar com a guitarrista de thrash metal per les bandes Detente i Murdercar (amb el futur bateria de Machine Head Dave McClain) i va aprendre de produir als estudis on la seva banda va enregistrar demos i també treballant a l'estudi Blackie Lawless, de Fort Apache, a Burbank, California. Robinson va rebre la seva primera feina de producció pel 1991 amb Fear Factory i l'àlbum Concrete. Robinson utilitzaria l'àlbum com a mostra pública de la seva feina i professionalitat, i que desenvoluparia encara més amb la producció d'àlbums posteriors com els de la banda Korn.
Robinson és considerat com "El Padrí del Nu Metall", juntament amb el líder de la banda Korn Jonathan Davis, malgrat que no expressà massa simpatia pel moviment nu metall, més tard acabà acceptant-lo i va ajudar a expandir-lo per exemple amb la producció de l'àlbum Korn de Korn l'any 1994.
Robinson també ha tingut molt èxit en el post-hardcore, produint At the Drive-In, Relationship of Command l'any 2000, així com Glassjaw àlbums, Everything You Ever Wanted to Know About Silence (2000) i Worship and Tribute (2002). Robinson també ha treballat amb els arranjaments de The Cure en el seu àlbum epònim del 2004 i en From First to Last del seu àlbum Heroine de l'any 2006.
El 2003 va produir l’àlbum de The Blood Brothers "...Burn, Piano Island, Burn", que va ser una gran promoció tant per a la banda com per a Robinson. En contrast amb les cançons de The Blood Brothers, sovint poc produïdes (que amb prou feines duraven 90 segons a vegades), ...Burn, Piano Island, Burn presentava composicions molt més llargues i complexes.
El 2007 Ross Robinson anuncià que començava un nou segell IAM: Wolfpack, que va llançar el CD de debut de Black Light Burns titulat Cruel Melody. Va ser copropietari de la discoteca semiprivada The Plumm de Nova York, juntament amb David Wells, Jesse Bradford, Noel Ashman i altres, la qual tancà el 2009. La discoteca es considerava "semi privat", perquè s'hi convidava persones selectes a unir-se al club per una quota i se'ls donava una mena de "claus de membres". L'entrada de públic no membre al club, anava a criteri personal dels porters.
A partir del 2008, Robinson va decidir produir nous talents que va descobrir a través de Myspace. Va gravar i barrejar un jove trio francès anomenat My Own Private Alaska, que mesclava el piano clàssic i la veu basada en crits. El seu àlbum Amen es va publicar l'1 de març del 2010 a través del seu segell I Am Recordings.
Va treballar amb la banda eslovena Siddharta en el seu nou projecte Saga. I també va produir el segon àlbum de Repeater , We Walk from Safety.
Robinson ha estat produint grups de rock independent, com ara grups britànics Klaxons i Dananananaykroyd. I a finals del 2008, la banda luxemburguesa de rock dance INBORN! van ser acceptats per Robinson, el qual després d’haver escoltat la banda a la xarxa, es va oferir a gravar el seu primer disc de llarga durada oficial. La banda va entrar a l'estudi de Robinson l'1 d'octubre de 2010.
El 2010, Robinson va tornar a produir el novè àlbum de Korn, 14 anys després de treballar per última vegada amb la banda. Korn volia recuperar l'energia bruta dels dos primers àlbums que Robinson va produir.
L'any 2013, Robinson va produir EP Therapy de rock de Tech N9ne, i també va treballar amb Sepultura per al seu àlbum de l'any 2013 The Mediator Between Head and Hands Must Be the Heart.
Des del 2017, ha treballat recentment amb The Used, Suicide Silence i Frank Iero and the Patience, entre d'altres. I actualment Robinson treballa amb Limp Bizkit, produint el seu proper àlbum Stampede of the Disco Elephants .

## Discografia

### Àlbums d'estudi
- Detente – Recognize No Authority (1986) (guitar)
- Murdercar – unreleased album (1990) (guitar)

### Àlbums produïts
- Concrete – Fear Factory (1991)
- The Crimson Idol – W.A.S.P. (1992) (enginyer de so)
- Creep – Creep (1993)
- Neidermayer Mind– Korn (1993)
- Korn – Korn (1994)
- Feed-Us – Cradle of Thorns (1994)
- Adrenalina – Deftones (1995) (producció damunt "Puny")
- Injected – Phunk Junkeez (1995)
- All Is Not Well – Manhole (1996)
- Life Is Peachy – Korn (1996)
- Roots – Sepultura (1996)
- E-lux - Human Waste Project (1997)
- Three Dollar Bill, Y'all – Limp Bizkit (1997)
- Soulfly – Soulfly (1998)
- Cold – Cold (1998)
- Hard to Swallow – Vanilla Ice (1998)
- The Burning Red – Machine Head (1999)
- Slipknot – Slipknot (1999)
- Amen – Amen (1999)
- Everything You Ever Wanted to Know About Silence – Glassjaw (2000)
- Relationship of Command – At the Drive-In (2000)
- We Have Come for Your Parents – Amen (2000)
- Strait Up – Snot (2000) amb diversos artistes (producció en "Absent")
- Iowa – Slipknot (2001)
- Start with a Strong and Persistent Desire – Vex Red (2002)
- Concrete – Fear Factory (re-released 2002)
- Worship and Tribute – Glassjaw (2002)
- ...Burn, Piano Island, Burn – The Blood Brothers (2003)
- Join, or Die – Amen (2003)
- The Cure – The Cure (2004)
- Rule 3: Conceal Your Intentions – Septembre (2004)
- Team Sleep – Team Sleep (2005) (producció en "Blvrd. Nits" i "Viu de l'Etapa")
- The Unquestionable Truth (Part 1) – Limp Bizkit (2005)
- Heroine – From First to Last (2006)
- Redeemer – Norma Jean (2006)
- Wolves – Idiot Pilot (2007)
- Worse Than a Fairy Tale – Drop Dead, Gorgeous (2007)
- Cruel Melody – Black Light Burns (2007) (mixing on "Mesopotamia")
- The Anti Mother – Norma Jean (Aug 2008)
- Saga – Siddharta (2009)
- Korn III: Remember Who You Are – Korn (2010)
- We Walk from Safety – Repeater (2010)
- Surfing the Void – Klaxons (2010)
- Amen - My Own Private Alaska (2010)
- PERSONA – INBORN! (2011)[7]
- There Is a Way – Dananananaykroyd (2011)
- Birth, School, Work, Death – Hyro Da Hero (2011)
- Anthems of the Hero – Kraddy (2011)[8]
- VI – Siddharta (2011)
- Haria – Berri Txarrak (2011)
- abcdefghijklmnoprstuwxyz – semantik punk (2012)
- Therapy EP – Tech N9ne (2013)
- The Mediator Between Head and Hands Must Be the Heart – Sepultura (2013)
- The Drone – We Are Knuckle Dragger[9]
- Blood Maker EP – Wild Throne (2014)
- Denbora da poligrafo bakarra – Berri Txarrak (2014)
- My Dreams Dictate My Reality – Soko (2015)
- Searching for Zero – Cancer Bats (2015)
- Harvest of Darkness – Wild Throne (2015)
- Only Ghosts – Red Fang (2016)
- II – De La Tierra (2016)
- Into the Vanishing Light – Night Verses (2016)[10]
- Parachutes - Frank Iero and the Patience (2016)
- Suicide Silence – Suicide Silence (2017)
- Dead Cross – Dead Cross (2017)
- The Canyon – The Used (2017)
- Everything Is Fine - Amigo the Devil (2018)
- Lament – Touché Amoré (2020)[11]
- Stampede of the Disco Elephants – Limp Bizkit (pròximament)[12]